# Blue Jean (film)
Pour les articles homonymes, voir Blue Jeans (homonymie).
Pour plus de détails, voir Fiche technique et Distribution.
Blue Jean est un film britannique écrit et réalisé par Georgia Oakley et sorti en 2022.
Le film a été présenté pour sa première le 3 septembre 2022 à la Mostra de Venise et est sorti en salles le 10 février 2023.
L'actrice Rosy McEwen, qui a le rôle principal, a remporté un British Independent Film Award pour sa performance dans ce film.

## Synopsis
À Newcastle en 1988, Jean est une jeune professeure d'éducation physique dans un lycée. Alors qu'elle s'y rend, en voiture, elle entend au journal le projet de loi relatif à l'article 28, mais l'éteint - le gouvernement de Margaret Thatcher est en train de promulguer une loi interdisant la promotion de l'homosexualité (loi connue sous le nom de Section 28). Arrivée au lycée, elle est renfermée, distante. Plus tard, elle ment à ses collègues pour éviter de sortir et discuter avec eux après sa journée de travail. En fait, elle visite régulièrement un "bar" lesbien - une maison qui est un lieu d'accueil et de rencontre lesbien. Ses nombreuses amies sont des personnes qui représentent bien une diversité fière d'elle même - dont sa petite amie, Viv, à l'aspect "punky".
Alors que Viv est dans l'appartement de Jean, celle-ci essaie de regarder une émission qui s'avère bien réactionnaire. Viv refuse de regarder ça, lui disant que c'est de la propagande anti-gay. La sœur de Jean arrive alors, à l'improviste, et lui demande de s'occuper de son fils, le petit Sam. Jean cache la présence de Viv à sa sœur et minimise, ensuite, leur relation à Sam, ce qui met Viv en colère.
Dans une classe de Jean une jeune sportive se distingue et soulève l'enthousiasme des autres : Siobhan. Une nouvelle élève, Loïs, arrive au lycée, pas très passionnée par le sport. Plus tard, Jean et Loïs se croisent dans le bar lesbien, mais ne se disent rien. Au lycée, Loïs s'intéresse finalement au netball et rejoint l'équipe de netball de Jean, où elle se heurte à Siobhan, qui la voit, apparemment, comme une rivale. Loïs passe aussi plus de temps au bar et se lie d'amitié avec le groupe des amies de Jean. c'en est trop pour la jeune professeure et Loïs le voit. Elle tente de se réfugier dans les toilettes, mais Jean entre avec elle, de force. Jean lui dit de se tenir à l'écart : elle l'avertit que, si elle était dénoncée - lesbienne - elle risque de perdre son emploi au lycée. Viv arrive sur ces entrefaites et voit Jean et Loïs sortir des toilettes. Viv s'enfuit, en colère, car elle croit que Jean la trompe. Jean avoue à Viv comment elle connaît Loïs, la nature de son intervention dans les toilettes, sa peur. Viv répond en disant à Jean qu'avec une telle attitude elle donne un très mauvais exemple à ses élèves.
Jean rend visite à sa sœur pour le déjeuner du dimanche, où elle découvre une photo d'elle du jour de son mariage - elle est donc divorcée. Elle demande à sa sœur de retirer la photo ; la sœur lui dit alors qu'elle sait très bien que Jean est lesbienne. Mais Jean ne lui a jamais dit.
Au lycée, la sous-directrice apporte à Jean un exemplaire d'un magazine lesbien trouvé sur le bureau de Jean, et laissé là dans un geste malveillant. Jean ne dit rien - le visage tendu - comme en pleine interrogation sur l'origine la plus probable. Après une partie de netball Siobhan provoque Loïs à propos d'un brassard ; les deux filles se battent. Jean les sépare. Quelques instants plus tard, sous la douche que prend Loïs, Siobhan coupe le robinet, s'approche comme pour faire la paix, se fait même tendre et finalement embrasse Loïs, étonnée, mais qui ne refuse pas. Jean s'approche des douches et entr'aperçoit la situation, et s'écarte. C'est alors que Siobhan se met à jouer la comédie, hurle, pleure et prétend, aux yeux des autres, que Loïs l'a agressée. Plus tard, devant les membres de la direction, Loïs est devenue muette. La sous-directrice lui propose de faire seulement un signe de tête pour confirmer ses dires ; ce qu'elle ébauche discrètement. On se tourne alors vers Jean. Même si elle sait que c'est un mensonge, Jean - manifestement bouleversée - dit "avoir vu" ... on ne sais quoi ; mais cela suffit au directeur qui l'interprète comme une confirmation de la version de Siobhan. Loïs est donc suspendue et part en criant à Jean qu'elle est la pire de tous. 
Jean essaie de se justifier auprès de Viv, mais celle-ci lui dit qu'elles ne peuvent pas se remettre ensemble. Jean essaie également de faire amende honorable auprès de Loïs, qui ne veut plus lui parler non plus. 
Lors de l'anniversaire de son neveu, Sam, Jean est confrontée à son beau-frère et à un autre homme, qui tiennent des propos nettement machistes, réactionnaires. D'abord, elle ne réagit pas. Mais leur comportement ouvertement provocateur et dirigé contre elle la poussent à bout. À une de leurs questions malsaines elle s'oppose tranquillement mais fermement, puis, comme pour justifier son propos, elle leur dit tout simplement qu'elle est lesbienne. Elle sort ensuite, sans se presser, de la réunion et se retrouve dans une petite rue tranquille. Ayant, enfin, réussi à faire son coming-out, elle explose d'un rire fou, fou de bonheur.
En voiture, elle attend Loïs à la sortie de son travail. Elle la convainc de l'accompagner à une fête qui a lieu dans la maison qui appartient aux lesbiennes. Là, les amies de Jean partagent le « bog fund », un fonds coopératif pour les lesbiennes de la ville. Une amie de Jean dit à Loïs que les lesbiennes ayant un « vrai travail », comme Jean, contribuent à ce fonds. Plus tard dans la nuit, Viv et Jean parlent amicalement, mais ne se réconcilient pas tout à fait.
Le lendemain, Jean arrive au lycée et, finalement, retrouve le sourire.

## Fiche technique
- Dates de sortie :
  - Royaume-Uni : 10 février 2023
  - France : 19 avril 2023

## Distribution
- Rosy McEwen : Jean
- Kerrie Hayes (en) : Viv
- Lucy Halliday : Lois
- Lydia Page : Siobhan
- Stacy Abalogun : Ace
- Amy Booth-Steele : Debbie
- Aoife Kennan : Sasha
- Scott Turnbull : Tim
- Farrah Cave : Michelle
- Lainey Shaw : Paula
- Izzy Neish : Abi
- Becky Lindsay : Jill

## Accueil

### Sortie
Sélectionné au festival international du film de Venise, Blue Jean est présenté le 3 septembre 2022 lors de cette 79e Mostra.
il est sur les écrans britanniques en février 2023 et français en avril.
Le film sort aux Etats-Unis en juin 2023, au Brésil en juillet 2023, et en Allemagne en octobre de la même année.

### Accueil critique
En France, le site Allociné donne la note de 3,5⁄5, après avoir recensé 18 critiques de presse.
Le site IMDb donne la note de 7.1⁄10 après avoir relevé et pondéré un peu plus de 2 000 notes.
Le magazine Variety déclare que ce film montre « le jeune cinéma anglais à son meilleur ».

### Box-office
| Pays ou région | Box-office     | Date d'arrêt du box-office | Nombre de semaines |
| -------------- | -------------- | -------------------------- | ------------------ |
| France         | 32 269 entrées | 5 juillet 2023             | 11                 |
| États-Unis     | 110 722$       | NC                         | NC                 |

Pour son premier jour d'exploitation en France, Blue Jean a réalisé 2 907 entrées, dont 1 959 en avant-premières, pour un total de 69 séances proposées. En comptant pour ce premier jour les avant-premières, le film se positionne en huitième place du box-office des nouveautés pour sa journée de démarrage, derrière Chien de la casse (3 195) et devant Avant l'effondrement (2 328).
Sorti en juin aux Etats-Unis avec 2 copies, le film engrange 110 722 dollars lors de son exploitation en salles.

## Distinctions

### Nominations
- BAFTA 2023 : Meilleur premier film britannique
- Festival de Venise : Meilleur premier film
- London Critics' Circle Film Awards : Meilleur film[10]
- International Cinephile Society Awards : Meilleure actrice pour Rosy Mc Even et meilleure réalisation pour Georgia Oakley
- Miami Film festival : Meilleur film
- Festival international du film de Cleveland : Meilleur film
- The Hague Movies that matter Festival : Meilleur film
- Dallas International Film Festival : Meilleur film
- Festival du film de Londres : Meilleur film
- Festival du film de Zurich : Meilleur film
- British Independant Film Awards 2022 :
  - Meilleur film
  - Meilleure réalisation
  - Meilleur scénario
  - Meilleure actrice dans un second rôle pour Lucy Halliday

### Récompenses
- British Independent Film Awards 2022 : Meilleure actrice pour Rosy McEwen
- Festival de Venise : Giornate Degli Autori's People Choice Award
- LesGaiCineMad, Madrid International LGBT Film Festival[10] : 
  - Meilleure actrice pour Rosy McEwen
  - Meilleur film pour Georgia Oakley
  - Meilleur scénario pour Georgia Oakley
- Seville European Film Festival 
  - Prix du Public
  - Women in Focus Award pour Georgia Oakley
- Belfast Film Festival : Meilleures actrices pour Rosy McEwen et Kerrie Hayes
- Thessaloniki Film Festival : Meilleure actrice pour Rosy McEwen
- Geneva International Queer Film Festival Everybody's Perfect 2023 :
  - Prix du Jury des jeunes
  - Prix Mémoires LGBTIQ+ de la Ville de Genève